# Remuntada

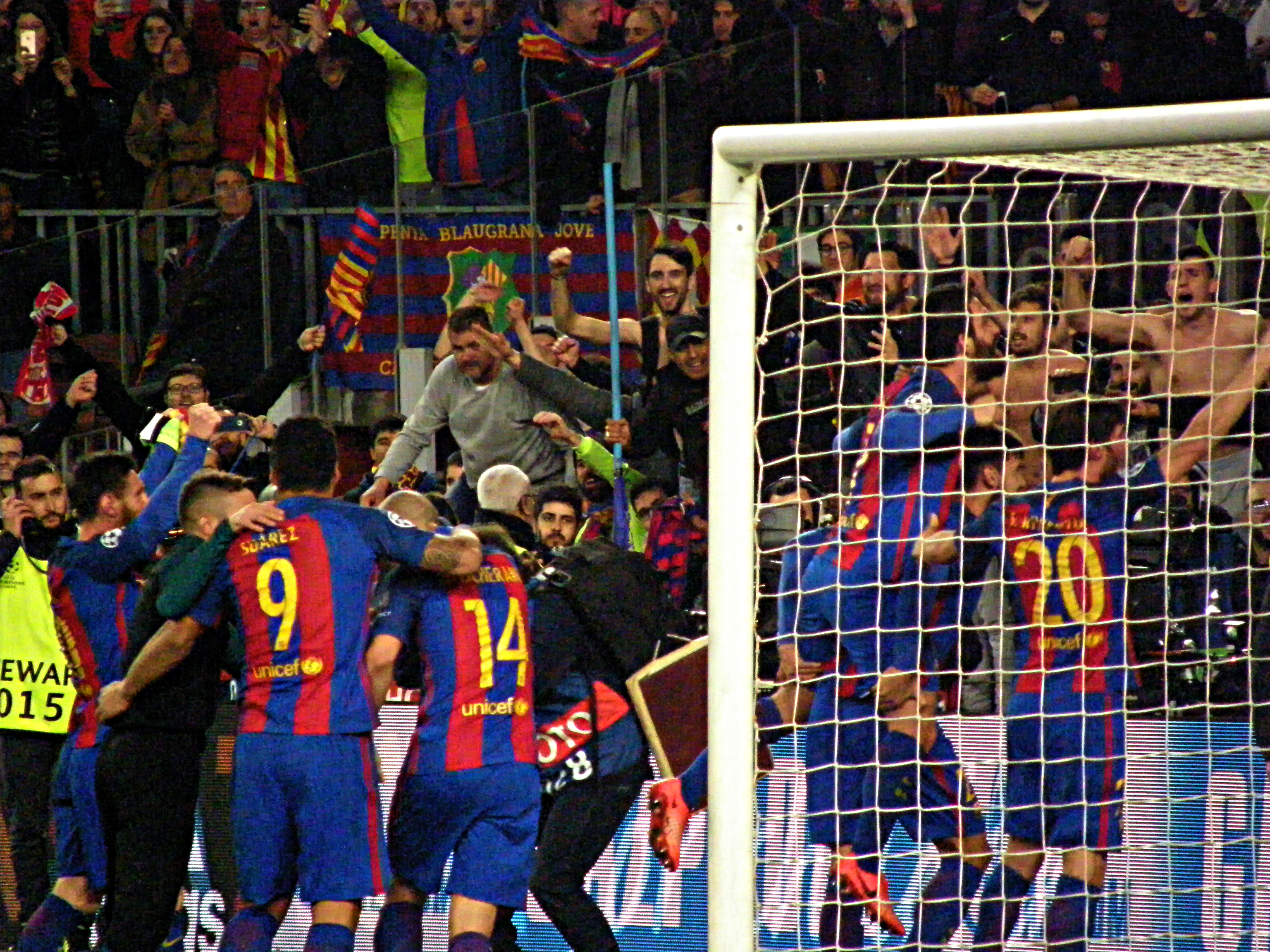
El FC Barcelona 6–1 Paris Saint-Germain F.C. de la Lliga de Campions de la UEFA 2016–17 és una de les grans remuntades de la història del futbol.

En l'àmbit esportiu, una remuntada és l'acció de recuperar un desavantatge per assolir la victòria en un matx o la classificació en un play-off. Aquesta fita és molt valorada pels aficionats i sol ser recordada durant molt de temps.
Cal tenir en compte que la remuntada implica superar desavantatges en el marcador, ja siga perquè l'altre equip va jugar millor en els primers minuts o perquè hi ha hagut errors i contratemps durant el partit. És el resultat de la perseverança, l'esforç i la mentalitat de guanyador.

## Exemples
Es poden trobar molts exemples i anècdotes de remuntades en diferents esports i competicions. Algunes de les remuntades més memorables inclouen la final de la Lliga de Campions de 1999, quan el Manchester United va poder remuntar un marcador d'1-0 en els últims minuts del partit per acabar guanyant 2-1 al Bayern Munich. A més, la remuntada del Liverpool FC contra el FC Barcelona a semifinals de la Lliga de Campions del 2019 també va ser un moment molt recordat per als aficionats.